# Tahoesjön

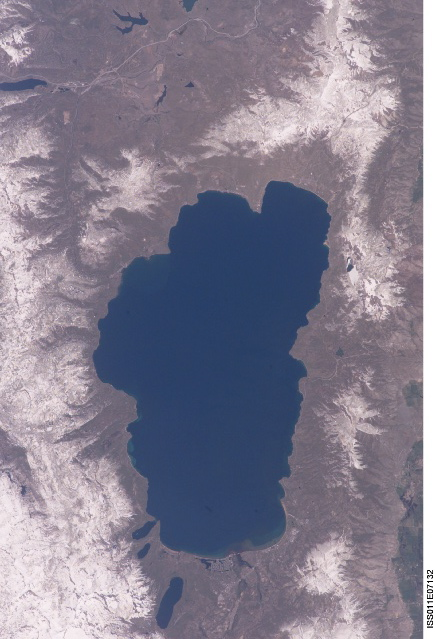
Lake Tahoe från rymden.

Tahoesjön (engelska: Lake Tahoe) är en stor sötvattensjö i Sierra Nevada i USA. Den ligger i gränstrakterna mellan delstaterna Kalifornien och Nevada. Sjön är mycket djup, 501 meter, vilket gör den till USA:s näst djupaste sjö efter Crater Lake i Oregon. Dess yta är 495 km². 
Det finns flera populära skidorter kring Tahoesjön som lockar många turister.
Sjön har en längd av 36,4 km och en bredd av 20,9 km. Den ligger 1 899 meter över havet. Vattnet fortsätter genom utflödet Truckee River till Pyramid Lake i Nevada.
De flesta fiskar vistas nära sjöns strandlinje i områden som är upp till 10 meter djupa. Typiska fiskar är Rhinichthys osculus, Richardsonius egregius, Cottus beldingii, Catostomus tahoensis och regnbåge.

### Fotnoter
1. ↑  ”Nevada”. Nordisk familjebok. 19 mars 1913. https://runeberg.org/nfbs/0474.html. Läst 29 januari 2016.
2. ↑  ”WebCite query result”. www.webcitation.org. Arkiverad från originalet den 3 januari 2012. https://www.webcitation.org/64PkAa57L?url=http://www.porterstahoe.com/lake-tahoe-resorts.asp. Läst 11 april 2016.
3. 1 2  Moyle, Peter B. (2002). ”Tahoe Lake”. Inland Fishes of California. University of California Press. sid. 42